# Baños del Inca (Piura)
Baños del Inca es un caserío peruano ubicado en el distrito de El Carmen de la Frontera, perteneciente a la provincia de Huancabamba del departamento de Piura, al norte del Perú. 

## Ubicación
Baños del Inca se ubica al noroeste de la provincia de Huancabamba, en el distrito de El Carmen de la Frontera, en el departamento de Piura.

## Demografía
En 2017 Baños del Inca tenía una población de 173 habitantes.